# Luigi Borgomaneri
Luigi Borgomaneri (1945) è uno storico italiano.

## Biografia
Luigi Borgomaneri è dal 1976 ricercatore e collaboratore della Fondazione Istituto per la Storia dell'Età Contemporanea (ISEC) di Sesto San Giovanni. 
Oltre a saggi sulla lotta partigiana e sul rapporto tra classe operaia e Pci clandestino a Milano, ha pubblicato Due inverni, un'estate e la rossa primavera. Storia delle Brigate Garibaldi a Milano e provincia 1943-1945 (Angeli, 1985, 1995ª edizione ampliata); Hitler a Milano. I crimini di Theodor Saevecke capo della Gestapo (Datanews, 1997); Lo straniero indesiderato e il ragazzo del Giambellino. Storie di antifascismi (Archetipo, 2014) e ha curato Crimini di guerra. Il mito del bravo italiano tra repressione del ribellismo e guerra ai civili nei territori occupati (Guerini, 2006).

## Opere
- Due inverni, un'estate e la rossa primavera. Le Brigate Garibaldi a Milano e provincia (1943-1945), Franco Angeli, 1995.
- Hitler a Milano. I crimini di Theodor Saeveche capo della Gestapo, Datanews, 1997
- (a cura di), Crimini di guerra. Il mito del bravo italiano tra repressione del ribellismo e guerra ai civili nei territori occupati, Guerini e associati, 2006
- Lo straniero indesiderato e il ragazzo del Giambellino. Storie di antifascismi, Archetipo Libri, 2014
- Li chiamavano terroristi. Storia dei Gap milanesi (1943-1945), Unicopli, 2015